# Choquer (nautisme)
En langage maritime, choquer est, sur un bateau, l'opération consistant à détendre, donner du mou, à une manœuvre courante comme un cordage, une écoute, une drisse.
La manœuvre contraire consiste à étarquer ou plus souvent à border. Le couple border/choquer est la base de toutes les manœuvres d'un voilier en route, étarquer étant une action de réglage fixe (effectuée par exemple sur une drisse ou un hale-bas) et non de manœuvre.